# 東ドイツ文化連盟

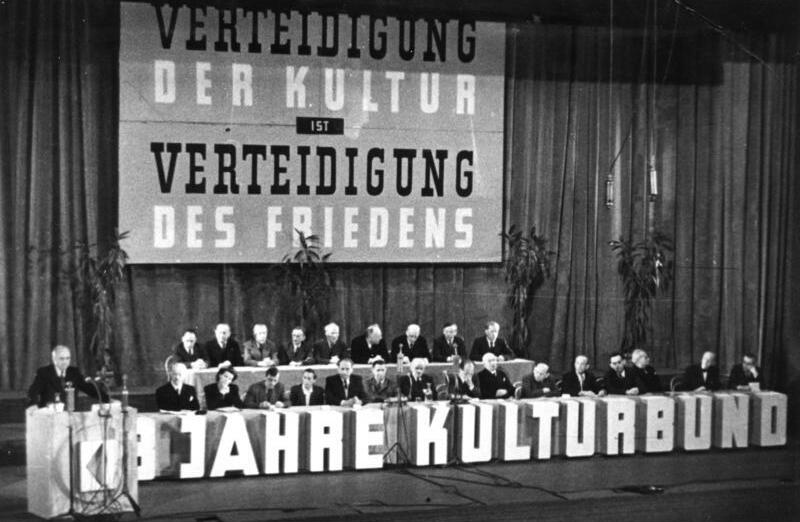
文化連盟によるベルリン国立歌劇場での平和祈願声明(1948)

東ドイツ文化連盟（独: Kulturbund）は、ソ連占領地域（SBZ）と東ドイツ（DDR）にあった文化系大衆組織。1945年8月8日に「ドイツを民主的に刷新するための文化連盟（独: Kulturbund zur demokratischen Erneuerung Deutschlands）」としてヨハネス・R・ベッヒャーなどの知識人たちが在独ソ連軍政府（SMAD）の許可を得て設立した。当初は、東西ドイツの国境を超え、多様で超党派的で、反ファシズム的・ヒューマニズム的な関心に基づいて、様々な作品を収集する活動を行なっており、「世界の注目と信頼を再獲得すること」と「国民の再生」とを目的とした。1949年のドイツ民主共和国建国以降は、ドイツ国民教育中央局の命令で、いくつかの小さな文化協会がひとつにまとまり、のちに文化連盟は、ドイツ社会主義統一党（SED）のために社会主義文化を広く定着させるために活動するようになった。非常に多くの作家たちが文化連盟に所属していた。例えば、ヴィリ・ブレーデル、フリッツ・エルペンベック、ベルンハルト・ケラーマン、ヴィクトル・クレンペラー、アンナ・ゼーガース、ボード・ウーゼ、エーム・ヴェルク、クリスタ・ヴォルフ、アルノルト・ツヴァイクなども所属していた。

## 1949年までの歴史（ソ連占領地域）

### 前身
1939年3月にドイツの亡命者が、イギリスやスウェーデンで自由ドイツ文化連盟を結成しており、これらは東ドイツ文化連盟の前身と見なされていた。

### ドイツ共産党内部での設立構想
ドイツ共産党（KPD）が、モスクワで「文化政策と国民教育」という節を含んだ行動計画を作成した1944年の秋に、文化連盟という構想が具体化した。表現主義の詩人で共産主義者であるヨハネス・R・ベッヒャーは、当時、亡命先でKPDの中央委員として、文化委員会を主催し、1944年の時点で戦後のドイツに文化系の労働者のための連盟を設立しようと計画していた。この組織は、KPD周辺の人ではなく、あらゆる人に開かれ、知識人や芸術家たちを社会主義的人間像という意味で再教育することになっていた。手本となったのは、イギリスやスウェーデンへの亡命者たちが作った同様の組織であった。
ベッヒャーは、戦争で荒廃したベルリンの町にモスクワから戻ったあと、SMADのもとで「ドイツを民主的に刷新するための文化連盟」設立の許可を申請した。1945年7月25日にベルリンでの許可を受取り、同年7月31日には後に東ドイツの領土となったソ連占領地域全体での許可を受け取った。

### 設立
1945年7月4日に、提案者たち、とくにベッヒャーは、ベルリンラジオの大広間で、宣言を行なって、公の議論を呼び、大きな関心を得た。およそ1,500人が、マズーレンアレーのラジオハウスに集まった。ヨハネス・R・ベッヒャー、ケラーマン、エドゥアルト・シュプランガーなどが演説し、文化連盟には「私たちの国の精神的・文化的な議会」という役割があるとした。文化連盟は、「ドイツの知的労働者の人民統一戦線」であり、「全ての生活領域・知的領域でナチのイデオロギーを根絶」と、ドイツ人の「道徳的な回復」のために戦うとした。
2ヶ月後の1945年8月8日に、ナチス時代に帝国映画部会があった場所に、大会議を開催した。ベッヒャーは、満場一致で文化連盟議長となり、副議長には作家のケラーマンと画家のカール・ホーファー、文献学者のヨハネス・シュトルクスが選ばれた。

### 無党派・反ファシズム
ベッヒャーがモスクワ時代にすでに計画していたように、幹部クラスの共産党支持者は、1945年夏の政策議題には参加していなかった。連合の基礎綱領は、積極的に不偏不党的であった。「文化連盟……は、独立した超党派の運動である。文化連盟はそういうものとして設立されたのだし、そういうものとしてのみ、存在し、その課題をこなすことができる。文化連盟には未来がある。もし、党が重要なものへのどんな介入をも阻止するのなら、それは自己主張の行為であり、自己解決となるだろう」と、ベッヒャーは「ゾンターク」新聞に書いている。彼は間接的に、文化連盟のメンバーはドイツ共産党の戦士であることをカモフラージュした「『いわゆる』文化制作者」であると中傷する右翼の文化連盟に対する敵意に触れているのである。ベッヒャーは「これらの集団は、無責任に反ボルシェヴィズムの扇動を行い、新たに戦争を起こしたいという考える人びとであるということは明らかである」と反論している。
基本綱領の最初の文章は以下のとおりである。

ナチスという過去との対決は、最も重要な目的であった。そのため文化連盟の人事委員会は、主要戦争犯罪人に対するニュルンベルク裁判を歓迎した。しかし委員会はそれでは充分に満足しなかった。「犯罪集団の権力掌握に対して大きな責任をもつ被告人たちのなかで無罪になった人がいるということに我々は納得できない。……外国には、ナチスの上層部だけを排除すればよいというだけのひとがいることを危惧している」。最低限の措置として、文化連盟は、犯罪人の財産没収を要求した。
文化連盟設立の第二の目的は、「我々国民と若者たちの教育」であった。そのため、ハインリヒ・ディータース（Heinrich Dieters）とハインリヒ・シャハト（Heinrich Schacht）は、「教育マニフェスト」を作った。彼らによると連合メンバーのうちで教師の数は極めて少ない。マルク・ブランデンブルクでは少なくとも20.8%いるが、メクレンブルク・フォアポンメルンでは7.8%しかいない。
| 文化連盟における地域ごとの教育者の割合（1947年） | 文化連盟における地域ごとの教育者の割合（1947年） | 文化連盟における地域ごとの教育者の割合（1947年） | 文化連盟における地域ごとの教育者の割合（1947年） | 文化連盟における地域ごとの教育者の割合（1947年） |
| ------------------------------------------------ | ------------------------------------------------ | ------------------------------------------------ | ------------------------------------------------ | ------------------------------------------------ |
|                                                  |                                                  |                                                  |                                                  |                                                  |
| マルク・ブランデンブルク州                       | マルク・ブランデンブルク州                       |                                                  | 20,8 %                                           | 20,8 %                                           |
| テューリンゲン州                                 | テューリンゲン州                                 |                                                  | 14,01 %                                          | 14,01 %                                          |
| 大ベルリン                                       | 大ベルリン                                       |                                                  | 14 %                                             | 14 %                                             |
| ザクセン・アンハルト州                           | ザクセン・アンハルト州                           |                                                  | 12,1 %                                           | 12,1 %                                           |
| メクレンブルク・フォアポンメルン州               | メクレンブルク・フォアポンメルン州               |                                                  | 7,8 %                                            | 7,8 %                                            |

### 組織構成

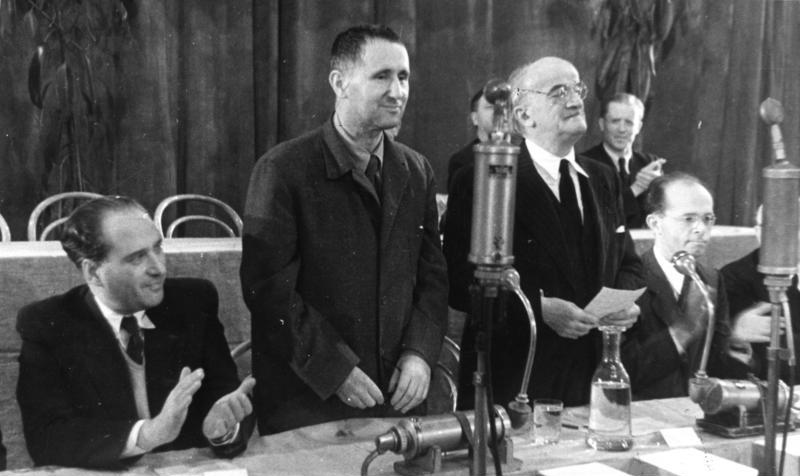
1948年、文化連盟が平和宣言をしたときのベルトルト・ブレヒト（中央）

1947年5月20日～5月21日まで、ベルリンでは、第1回全国会議が開催された。文化連盟のグループは、「住まいの原則」にしたがって組織され、「自由な交際が、あらゆる場所で求められている。そのために重要なのは、ベルリンや他の街にるクラブハウスである」。文化連盟の傘下にある40のグループがベルリンだけで結成された。「文化制作者のクラブ」でたくさんの人が集った。2月にはSMADの司令官であるソコロフスキーもゲストとして招かれた。ベートーヴェン四重奏曲とロシア民謡のメンバーに付き添われて、ソコロフスキーは文化連盟の理念に連帯感を感じると強調した。
文化連盟の書記長は、文化連盟結成2周年に宛てた手紙の中で、東側のみに活動が集中していることに残念に思った。会合は「とくにソビエト地域」で開催され、「それに対して、他の地域では、それらしい活動は起こりそうには見えない」。それぞれのグループには理事会、地方理事長、全国理事長を選ぶ選挙制度があった。文化連盟には独自の「イデオロギー部門」があり、メキシコに亡命していたアレクサンダー・アブッシュの指導のもとで1946年に設立した。アブッシュは、ベルリンの放送局で文化連盟の定期的な討論番組も管理していて、例えば憲法問題や「青年学生」などが扱われた。
| 1949年の文化連盟の社会属性 | 1949年の文化連盟の社会属性 | 1949年の文化連盟の社会属性 | 1949年の文化連盟の社会属性 | 1949年の文化連盟の社会属性 |
| -------------------------- | -------------------------- | -------------------------- | -------------------------- | -------------------------- |
|                            |                            |                            |                            |                            |
| 会社員                     | 会社員                     |                            | 27,4 %                     | 27,4 %                     |
| 教育者                     | 教育者                     |                            | 12,4 %                     | 12,4 %                     |
| 労働者                     | 労働者                     |                            | 11,7 %                     | 11,7 %                     |
| 主婦                       | 主婦                       |                            | 9,8 %                      | 9,8 %                      |
| 職人                       | 職人                       |                            | 6,7 %                      | 6,7 %                      |
| 学生                       | 学生                       |                            | 5,8 %                      | 5,8 %                      |
| 演劇・映画・音楽           | 演劇・映画・音楽           |                            | 4,1 %                      | 4,1 %                      |
| 視覚芸術家・建築家         | 視覚芸術家・建築家         |                            | 3,6 %                      | 3,6 %                      |
| 技術者・エンジニア         | 技術者・エンジニア         |                            | 3,4 %                      | 3,4 %                      |
| 学者・研究者               | 学者・研究者               |                            | 3 %                        | 3 %                        |
| 詩人・作家・ジャーナリスト | 詩人・作家・ジャーナリスト |                            | 1,6 %                      | 1,6 %                      |
| 農民                       | 農民                       |                            | 1,5 %                      | 1,5 %                      |
| 神学者・技師               | 神学者・技師               |                            | 0,3 %                      | 0,3 %                      |
| その他                     | その他                     |                            | 8,7 %                      | 8,7 %                      |

#### 雑誌『アウフバウ（Aufbau）』
文化連盟は、1945年9月に冊子『アウフバウ - 文化政策月刊誌』を発刊し、1958年7月までに、急激な発行部数の増加を見せた。1945年には2万部だったのが、1946年には15万部となった。最初の編集長は、後に文化省大臣となるクラウス・ギジであり、1949年からはボード・ウーゼ。第1号に寄稿した著者は、ギュンター・ヴァイゼンボルン、ルカーチ・ジェルジ、ヴァルター・シュリマー（Walter Schirmer）、エルンスト・ニーキッシュなどである。雑誌はアウフバウ出版で出版され、1946年に新聞「ゾンターク」と、情報誌『討論（Die Aussprache）』が発刊した。文化連盟の委員会のなかには、独自に著作を出版することもあった。
西側の主要国が、翻訳権を与えないことで、ドイツ語版を出版させないことを非難している。ソ連だけが、臨機応変に融通を聞かせてくれたので、アウフバウ出版社の最初の刊行物は、ゴーリキー、ツルゲーネフ、プーシキン、トルストイの翻訳であった。1947年10月8日にアメリカ軍政府が、1947年11月12日にはイギリス軍政府が、占領地域内での文化連盟の活動を禁止した。

#### 地方連盟
ソ連軍占領地域内では、文化連盟の地方連盟が結成された。
- 1945年7月10日：ブランデンブルク。議長：アウグスト・グリーゼバッハ
- 1945年8月26日：メクレンブルク・フォアポンメルン。議長：ヴィリ・ブレーデル（ドイツ語版）
- 1945年9月23日：ザクセン。議長：ヴォルフラム・フォン・ハンシュタイン（ドイツ語版）
- 1945年10月1日：テューリンゲン。提案者：フランツ・ハマー（ドイツ語版）、ヴァルター・ヴォルフ（ドイツ語版）
- 1945年10月13日：ザクセン=アンハルト（議長：ジークフリード・ベルガー（ドイツ語版））

郡レベルでは1949年初めに26の郡事務局があり、1949年8月には99の事務局、さらに28の「芸術ハウス」、38の「芸術制作者のクラブ」、214のオフィスに447人の従業員がいた。
西側勢力は、文化連盟をKPDやSEDの党機関であると考えていた。それゆえ、西側での地方連盟は違う名前を使った。例えばフランクフルトでは「自由ドイツ文化協会（Freie deutsche Kulturgesellschaft）」、ミュンヘンでは「文化リーグ（Kulturliga）」であった。東ドイツ文化連盟には左右されないかたちで、1951年4月には、ノルトライン＝ヴェストファーレン州の共産主義者、ヨハン・フラードゥンクが、西ドイツ全土で行う「ドイツ民主文化連盟（Demokratischen Kulturbund Deutschlands; DKBD）」を結成したが、すぐに東ドイツがスパイ活動をするために作った偽装団体ではないかという疑いを掛けられる。バイエルンでは1953年に憲法違反の疑いで禁止となったが、1955年には活動が再び許可された。

#### 委員会
地方連盟の結成と同時に、文化連盟の議長団は、ジャンルごとに「委員会」と「作業部会」を設置した。
- 1946年：教育委員会
- 1946年：音楽委員会
- 1946年：「作品連合」（建築、デザイン、工芸）
- 1947年：学生員会
- 1947年：写真・報道・ラジオ委員会。青年部。
- 1947年：教育委員会。映画。
- 1947年：哲学学会
- 1950年：視覚芸術委員会

1946年から1948年のあいだ、文化連盟は、SEDの方針に妥協した。1946年に教育委員会は、「教育マニフェスト」を作成したが、保守的な傾向があるとされて、共産主義者から激しい批判を受けた。それに対して1948年に文化連盟は、SEDから完全な支援を保証され、自由ドイツ労働総同盟からは密接な協力を確約された。この従属は、文化連盟に金銭的な土台となり、会員たちの生活を保証することになった。
以下は1949年までの文化連盟の会員数の推移。

## 1949年以降の歴史 (DDR)
あらゆる水準で、SEDのノーメンクラトゥーラがいて、幹部の選出には、その都度党委員会の同意が必要であった。東ドイツの他の大衆組織と比べると、文化連盟の会員は比較的にSEDとの結びつきは弱かった。文化連盟での役職は、キャリアにはならず、「窓際族で閑職」であった。会員数が圧倒的に多かった（1985年には26万人以上だった）のは、文化連盟には全国規模で組織されうる唯一の可能性があると思った地元好きや収集家が多かったからで、文字通り芸術家だったのは、およそ3分の1であった。文化連盟の管理員会が、党の政策のプロパガンダを行なっていたのに対して、制作・作業グループ自体は、非政治的でニッチであった。
多くの作家は文化連盟には入会せず、その代わりに、例えば1950年に「作家保護団体」（のちに東ドイツ作家連盟）、1949年にベルリン作家連盟などを結成した。ベルリン作家連盟設立時の中心人物であったヴァルター・ヴィクトアは、文化連盟議長ベッヒャーに対して次のように記している。「法律のアドバイスや利益代表をしているだけで、事が足りるとは思いません」。この批判をベッヒャーはまじめに受取り、SEDの事務局に「ドイツ人作家の保護団体を改善し、そこから良い作家連盟を作ることが今すぐにでも必要だと思います」と書いている。
1954年、ベルリンで「ドイツの民主的刷新のための文化連盟」の市民運動のために学術知識普及学会が設立され、1966年には「URANIA – 学術知識普及学会」に改称した。文化連盟も名称変更を行い、1958年からは「ドイツ文化連盟」、1974年からドイツ再統一後に解散する1990年までは「東ドイツ文化連盟」となった。文化連盟は、東ドイツ国民戦線の下部組織であり、人民議会に議席を持っていた。
1980年代初頭には、たくさんの「中央労働サークル」から次の組織が結成された。
- 東ドイツ文化連盟エスペラント協会（ドイツ語版）
- 文化遺産保全学会（ドイツ語版）
- 自然・環境学会（ドイツ語版）
- 郷土史学会（ドイツ語版）
- 写真学会（ドイツ語版）

さらに文化連盟内には以下のグループもあった。
- 知識人クラブ（ドイツ語版）
- ピルクハイマー学会（ドイツ語版）
- フリードリヒ・シラー作業部会（ドイツ語版）
- 東ドイツ切手収集協会

文化連盟のアーカイブは、今日ではその大部分が連邦公文書館にある。

## 東ドイツ文化連盟の議長
- ヨハネス・R・ベッヒャー (1945-1958)
- マックス・ブルクハルト（ドイツ語版） (1958-1977)
- ハンス＝ヨアヒム・ホフマン（ドイツ語版） (1977-1978)
- ハンス・ピッシュナー (1978-1990)

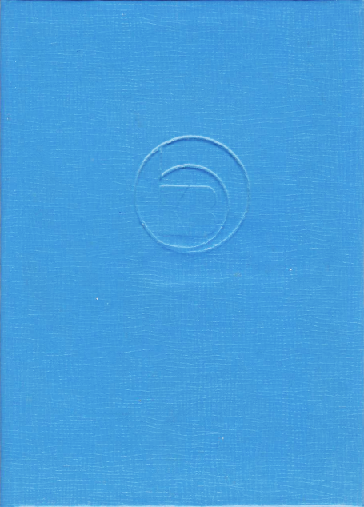
東ドイツ文化連盟会員証

## 社団法人文化連盟
文化連盟の活動は1990年以降、「社団法人文化連盟」と改称して続けられている。